# Gmina Šavnik
Šavnik – gmina w północnej Czarnogórze, której jest najmniej zamieszkaną gminą – 2947 mieszkańców.
Choć w 1991 roku w tej części mieszkała zdecydowana większość Czarnogórców (93%), to jednak już w 2003 roku to się zmieniło i Serbowie są największą grupą etniczną w tym rejonie (ok. 47%).